# Faragó Kornélia
Faragó Kornélia (Temerin, 1956. június 5.) magyar irodalomtörténész, kritikus, egyetemi tanár, szerkesztő. Kutatási területei: narratológia, térpoétika, a 20. század magyar és szerb irodalma, irodalomelmélete, összehasonlító irodalomtudomány, fordításelmélet.

## Életpálya
1975-ben felvették az Újvidéki Egyetem Bölcsészettudományi Karának Magyar Nyelv és Irodalom Tanszékére, ahol 1979-ben tanári, fordítói és könyvtárosi oklevelet szerzett.
Posztgraduális tanulmányainak befejeztével 1985-ben elnyerte a magiszteri fokozatot, 2000-ben megvédte bölcsészdoktori értekezését az Újvidéki Egyetemen.
Diplomája megszerzésétől a háború kitöréséig a zágrábi Jugoszláv Lexikográfiai Intézet szakmunkatársa, a Jugoszláv Enciklopédia magyar nyelvű kiadásának a szerkesztője. Jugoszlávia felbomlása után az Újvidéki Egyetemre kerül és 1992-től 2000-ig tanársegéd a BTK Magyar Nyelv és Irodalom Tanszékén; 2000-től docens, 2005-től egyetemi rendkívüli tanár, 2010-ben egyetemi rendes tanárrá nevezték ki. 2000-től a Belgrádi Egyetem Filológiai Kara Hungarológia Tanszékén, 2004-től az újvidéki Bölcsészettudományi Kar Médiatudományi Tanszékén is oktat, a Tanszék kutatási projektjének vezetője. 2006-tól a Nemzetközi Magyarságtudományi Társaság Választmányának a tagja. 2008-tól a Belgrádi Egyetem Filológia Kara Doktori Tanácsának tagja. A CEEPUS II. újvidéki koordinátora.

## Irodalmi közéleti pályafutása
1977-től 1983-ig tagja volt az Új Symposion szerkesztőbizottságának. 1992 és 1997 között a Létünk folyóiratot szerkeszti;
2005-től 2008-ig a Híd című irodalmi, művészeti és társadalomtudományi folyóirat főszerkesztő-helyettese volt.
2006-tól az Újvidéki Egyetem Bölcsészettudományi Kara Godišnjak c. szakfolyóirata szerkesztőbizottságának tagja.
2009–2016-ig a Híd irodalmi, művészeti és társadalomtudományi folyóirat főszerkesztője.
2004-től 2008-ig a Szenteleky Napok tanácsának az elnöke. 2005-ben bekerült a Vajdasági Írók Egyesületének választmányába. 
2015–től a Szerb Matica Irodalmi és Nyelvi Osztályának választmányi tagjaként a Szerb–magyar kulturális kapcsolatok elnevezésű projekt vezetője.

## Díjak, ösztöndíjak
- 2005: Schöpflin Aladár Kritikusi Ösztöndíj
- 2006: Híd Irodalmi Díj
- 2010: Híd irodalmi Díj
- 2010: Déry Tibor-díj
- 2015: Szenteleky Kornél Irodalmi Díj
- 2025: Koncz István-díj

## Főbb művei
- Térirányok, távolságok. Térdinamizmus a regényben. Forum, Újvidék, 2001
- Kultúrák és narratívák. Az idegenség alakzatai. Forum, Újvidék, 2005
- Dinamika prostora, kretanje mesta. Studije iz geokulturalne naratologije. Stylos, Novi Sad, 2007
- A viszonosság alakzatai. Komparatív poétikák, viszonylati jelentéskörök. Forum Könyvkiadó, Újvidék, 2009
- Rituális labdajátékok. Híd-antológia; szerk. Faragó Kornélia; Forum, Újvidék, 2010 (Híd könyvtár)
- E-szerelem. Fiatal műfordítók antológiája; szerk. Faragó Kornélia, ford. Bognár Dorottya et al.; Forum, Újvidék, 2012
- A 28-as nemzedék. Szemelvényes gyűjtemény; vál., szerk. Faragó Kornélia; Forum–VMMI, Újvidék–Zenta, 2013
- Mozgalom, kultúraformálás, irodalmi gondolkodás. Tanulmányok a Híd történetéből; szerk. Faragó Kornélia; Vajdasági Magyar Művelődési Intézet–Forum, Újvidék–Zenta, 2014 (Híd könyvtár) + DVD-ROM
- Idők, terek, intenzitások. Teoretikus tanulmányok, szövegértelmezések; Forum, Újvidék, 2016
- Autoportret s novelom. Panorama savremene vojvođanske mađarske novele – Válogatta és az utószót írta Faragó Kornélia. Vickó Árpád ford. Forum, Újvidék, 2017.
- Oto Tolnai: Drhturavi samuraj. Lična pinakoteka. Szerk.: Faragó Kornélia. Vickó Árpád ford. Forum, Újvidék, 2019.
- A szerb–magyar kulturális kapcsolatok történetéből 2. – Iz istorije srpko-mađarskih kulturnih veza 2. Szerk: Faragó Kornélia. Matica srpska, Újvidék, 2019.
- Hosszmetszet. Újvidék–Budapest konferenciasorozat. Szerkesztés és előszó: Faragó Kornélia, Kappanyos András. Forum, Újvidék, 2019.
- A szerb–magyar kulturális kapcsolatok történetéből 3. – Iz istorije srpko-mađarskih kulturnih veza 3. Szerk: Faragó Kornélia. Matica srpska, Újvidék, 2023.
- Alak a térben. Benes József művészetéről. Válogatta és szerkesztette: Faragó Kornélia. Forum, Újvidék, 2023.

## Külső hivatkozások
- Faragó Kornélia: Kultúrák és narratívák (könyv)
- Faragó Kornélia: Közelség és különállás Archiválva 2011. augusztus 25-i dátummal a Wayback Machine-ben
- Faragó Kornélia: Egy Én-Te viszony térjelentései
- Faragó Kornélia: Interpretációs ösvények kereszttüzében
- Faragó Kornélia: Váltópont és átfordulás Archiválva 2011. április 23-i dátummal a Wayback Machine-ben
- Faragó Kornélia: A kontrasztot vető emlékezés poétikája[halott link]